# زبان برنامه‌نویسی چندمدلی
یک زبان برنامه‌نویسی چندمدلی زبانی است که چندین نوع برنامه‌نویسی را پشتیبانی می‌کند. به عنوان مثال زبان برنامه‌نویسی سی++ از چند روش برنامه‌نویسی مانند شی‌گرا و ساخت‌یافته پشتیبانی می‌کند.